# Tiporus denticulatus
Tiporus denticulatus är en skalbaggsart som först beskrevs av Watts 1978.  Tiporus denticulatus ingår i släktet Tiporus och familjen dykare. Inga underarter finns listade i Catalogue of Life.